# محطة قطار ساكسيلبي
محطة قطار ساكسيلبي (بالإنجليزية: Saxilby railway station)‏‏ هي محطة قطار  في المملكة المتحدة، تُشغلها قطارات إيست ميدلاند. افتُتحت هذه المحطة في 9 أبريل 1849، ويبلغ عدد مسارات أرصفتها 2.